# Nicomedia
Nicomedia of Nicomedië (Grieks: Νικομήδεια) was een Bithynische en later Romeinse stad op de plaats van het huidige İzmit in Turkije, aan het uiteinde van de Golf van Astacus die uitkomt in de Propontis.

## Geschiedenis van de stad
De stad werd gesticht in 712 v.Chr. en werd in de vroege oudheid Astacus of Olbia genoemd. Na een verwoesting werd de stad in 264 v.Chr. weer opgebouwd door Nicomedes I van Bithynië onder de naam Nicomedia en sindsdien is het altijd een van de belangrijkste steden van noordwest Anatolië geweest. Hannibal kwam naar Nicomedia in zijn laatste jaren en pleegde zelfmoord in het nabijgelegen Libyssa (Gebze). De historicus Arrianus is hier geboren.
Nicomedia was de metropolis van Bithynië in het Romeinse Rijk en Diocletianus verhief het tot de oostelijke hoofdstad van het Romeinse Rijk in 286 toen hij de Tetrarchie introduceerde. Nicomedia bleef de oostelijke (en belangrijkste) hoofdstad van het Romeinse Rijk totdat medekeizer Licinius verslagen was door Constantijn de Grote in de slag bij Chrysopolis (Üsküdar) in 324.
Constantijn verbleef gedurende zes jaar voornamelijk in Nicomedia als tijdelijke hoofdstad totdat hij in 330 het nabijgelegen Byzantium tot Nova Roma, "Nieuw Rome" hernoemde, dat uiteindelijke bekend werd als Constantinopel en tegenwoordig Istanboel. Constantijn stierf in een koninklijke villa in de buurt van Nicomedia in 337.
Dankzij de ligging aan een knooppunt van Aziatische handelsroutes naar de nieuwe hoofdstad bleef Nicomedia belangrijk, zelfs na de stichting van Constantinopel. De stad werd in 358 door een aardbeving verwoest.

## Bekende mensen
- Barbara van Nicomedië
- Juliana van Nicomedië
- Michael Psellos (11e eeuw), Grieks schrijver, filosoof, politicus en historicus.